# 特殊目的收购公司
特殊目的收购公司（英語：SPAC, Special Purpose Acquisition Company）又譯空白支票公司，是一种投资基金，允许公共股票市场投资者投资私募股权交易，特别是杠杆收购。SPAC是空殼公司或空白支票公司，它们没有业务但是上市的目的是与SPAC首次公开募股（英語：IPO）的收益合并或收购公司。
根据市场惯例，SPAC首次公开发行募集资金的85％至100％以信托方式持有，以便日后用于合并或收购。2017年美国的所有上市公司中，SPAC的数量占据了约20%。
SPAC必须在首次公开募股后12至24个月内签署合并或收购意向书。否则，它将被迫解散并将信托中持有的资产归还给公众股东。但是，如果在18至21个月内签署意向书，SPAC可在24个月内完成交易。今天，SPAC与24个月的有限终身租约合并，要求SPAC在其提供两周年之前与合并或收购目标不成功时自动解散。
此外，收购目标必须具有公平的市场价值，相当于SPAC在收购时的净资产的至少80％。之前的SPAC结构要求80％的SPAC公众股东对股东进行正面投票，以便完成交易。

## 管理
SPAC通常由经验丰富的管理团队领导，该团队由三名或三名以上成员组成，拥有先前的私募股权，并购和/或运营经验。 SPAC的管理团队通常在发售时收到车辆中20％的股权，不包括认股权证的价值。权益通常在托管账户中保存2-3年，管理层通常同意在发行前立即以私募方式从公司购买认股权证或单位。本保荐人投资的收益（通常相当于公开募股筹集金额的2％至8％）存入信托，并在清算时分发给公众股东。
在业务合并之前，不向管理团队支付工资，发现者费用或其他现金补偿，如果管理团队未能完成成功的业务合并，则不参与清算分配。在许多情况下，如果SPAC没有清算，管理团队同意支付超过信托的费用，因为没有及时找到并购目标。 SPAC结构中的利益冲突最小化，因为所有管理团队同意在任何其他收购基金之前向SPAC提供合适的潜在目标业务，但须遵守预先存在的基本职责。除非来自独立投资银行公司的公平意见声明该组合对股东公平，否则SPAC将被禁止与任何与内幕人士关联的实体完成业务合并。

## SPAC和反向并购区别
SPAC类似于反向并购。然而，与反向并购不同，SPAC带有一个干净的公共壳公司，为管理团队和赞助商提供更好的经济效益，确保融资/增长资本到位，除非股东不批准收购，内置机构投资者基础和经验丰富的管理团队。 SPAC基本上设置了一个干净的平台，管理团队在其中搜索要获取的目标。这与反向并购中已有的公司相反。
在首次公开募股时，SPAC通常比反向并购筹集更多资金。平均SPAC通过首次公开募股筹资约1.67亿美元，相比之下，在IPO完成之前和之后的几个月内，通过反向并购筹集了524万美元。 SPAC还比私募股权基金更快地筹集资金。 SPAC的流动性也吸引了更多的投资者，因为他们在公开市场上提供。
对冲基金和投资银行对SPAC非常感兴趣，因为风险因素似乎低于标准的反向并购。 SPAC允许目标公司的管理层继续经营业务，担任董事会成员，并随着业务继续扩展和公共公司结构以及扩展资本的增长而受益于未来的增长或上升。 SPAC的管理团队成员通常会在董事会中占据席位，并继续为公司增加价值，作为公司投资者的顾问或联络人。交易完成后，公司通常会保留目标公司名称并在纳斯达克或纽约证券交易所进行交易。

## 延伸阅读
- Feldman, David N. . Hoboken, New Jersey: Wiley. 2018. ISBN 9781119416166.
- Klausner, Michael; Ohlrogge, Michael; Ruan, Emily. . Stanford Law and Economics Olin Working Paper. 2021, 559.
- Pollard, Troy. . Review of Quantitative Finance and Accounting. 2016, 47 (2): 305–341. S2CID 54029302. doi:10.1007/s11156-015-0502-8.
- Sjostrom, W. K. Jr. . Entrepreneurial Business Law Journal. 2007–2008, 2: 743–751.